# Aburaage

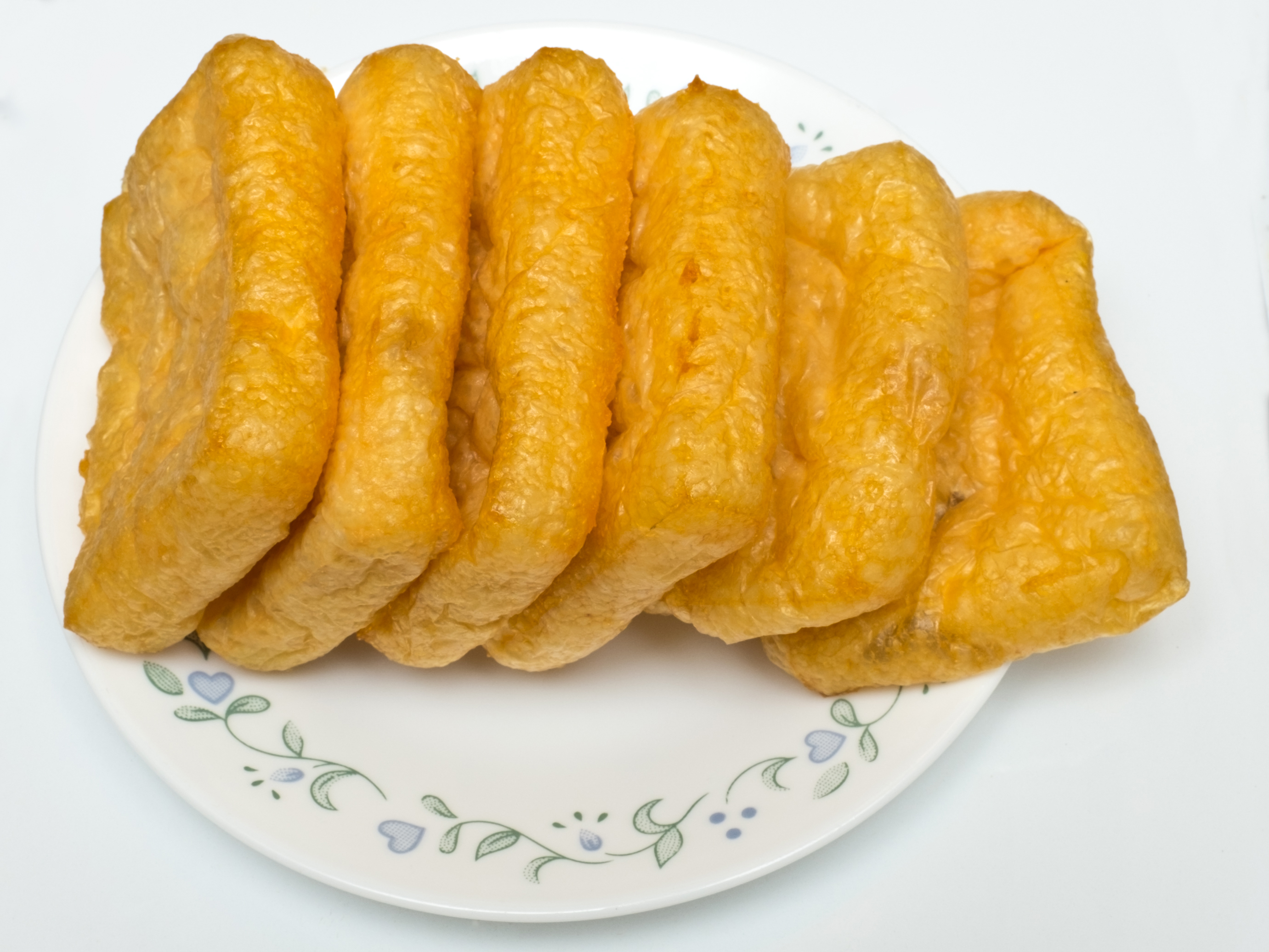
Aburaage – 油揚げ

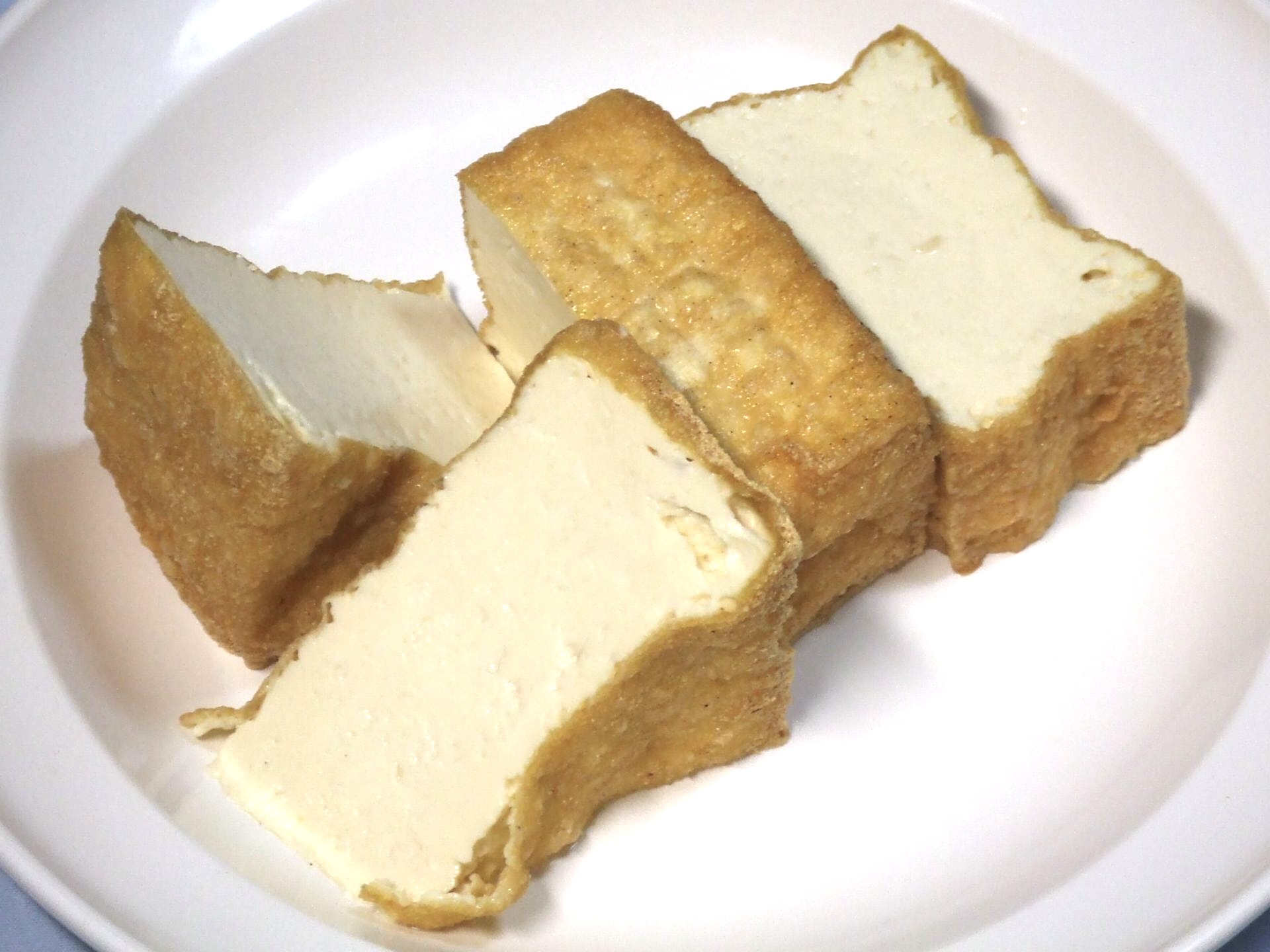
Atsuage – 厚揚げ

Aburaage (japanisch 油揚げ, „in Öl Frittiertes“)  ist in der japanischen Küche ein Produkt auf der Basis der Sojabohne, bei dem üblicherweise Tofu in dünnen Scheiben frittiert wird.
Es wird in Udon-Nudelgerichten verwendet (auch kitsune-udon von kitsune – nach japanischen Legenden mochten Füchse den frittierten Tofu) und als Hülle bei Inari-zushi. Außerdem sind Füllungen mit Nattō beliebt. Ferner gibt es noch anders frittierten Tofu, der als Atsuage (厚揚げ, „dickes Frittiertes“) oder Namaage (生揚げ, „roh Frittiertes“) bekannt ist.